# ستيف رودريغيز
ستيف رودريغيز (بالإنجليزية: Steve Rodriguez) هو لاعب كرة قاعدة أمريكي، ولد في 29 نوفمبر 1970 في لاس فيغاس في الولايات المتحدة.

## وصلات خارجية
- ستيف رودريغيز على موقع دوري كرة القاعدة الرئيسي (الإنجليزية)
- ستيف رودريغيز على موقعبيزبول رفرنس.كوم (الدوري الرئيسي) (الإنجليزية)
- ستيف رودريغيز على موقعبيزبول رفرنس.كوم (الدوري الثانوي) (الإنجليزية)
- ستيف رودريغيز على موقع إي إس بي إن.كوم (أم.أل.بي) (الإنجليزية)
- ستيف رودريغيز على موقع مشجعي الرسوم البيانية (الإنجليزية)